# Katrin Posdorfer
Katrin Posdorfer (* 2. März 1990) ist eine ehemalige deutsche Fußballspielerin, die ab 2006 beim FSV Gütersloh 2009 beziehungsweise dessen Vorgängerverein FC Gütersloh 2000 unter Vertrag stand.

## Karriere

### Vereine
Posdorfer begann ihre Karriere im Jahr 2006 beim seinerzeitigen Zweitligisten FC Gütersloh 2000. Für ihn bestritt sie in drei Spielzeiten 50 Punktspiele, in denen ihr vier Tore gelangen. Auch nach der Ausgliederung des Frauenfußballvereins als FSV Gütersloh 2009 blieb sie diesem treu und schaffte in der Zweitligasaison 2011/12 den Aufstieg in die Bundesliga. Ihr Erstligadebüt gab sie dort am 14. Oktober 2012 gegen den SC 07 Bad Neuenahr.

### Nationalmannschaft
Posdorfer bestritt im Jahr 2005 vier Länderspiele für die U15-Nationalmannschaft. Ihr Debüt als Nationalspielerin gab sie am 21. Mai bei der 1:2-Niederlage im Testspiel gegen die Auswahl der Niederlande. Ihren letzten Einsatz für die DFB-Auswahl hatte sie am 2. September bei torlosen Unentschieden gegen die Auswahl Kanadas.